# Trichopus zeylanicus
Trichopus zeylanicus är en enhjärtbladig växtart som beskrevs av Joseph Gaertner. Trichopus zeylanicus ingår i släktet Trichopus och familjen Dioscoreaceae. Inga underarter finns listade i Catalogue of Life.

## Bildgalleri

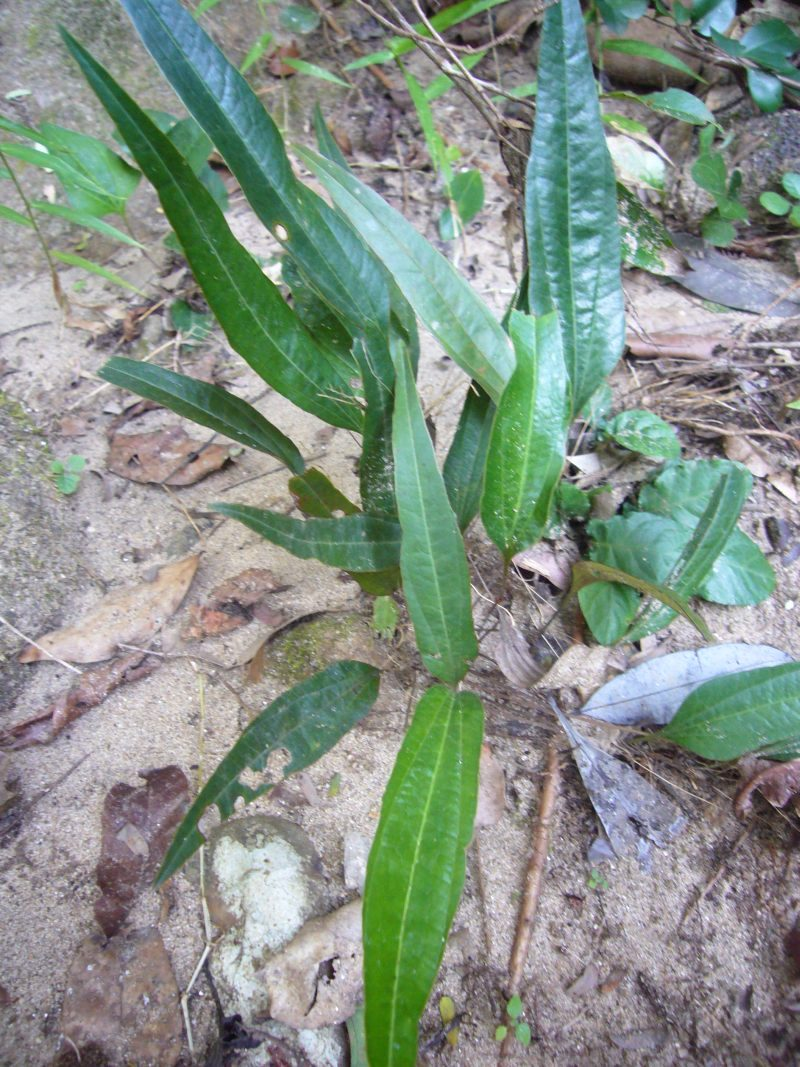
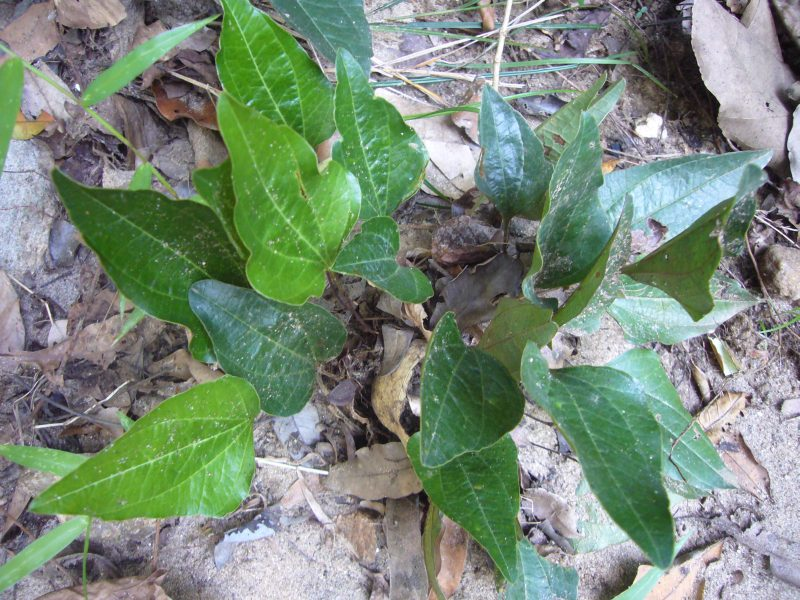
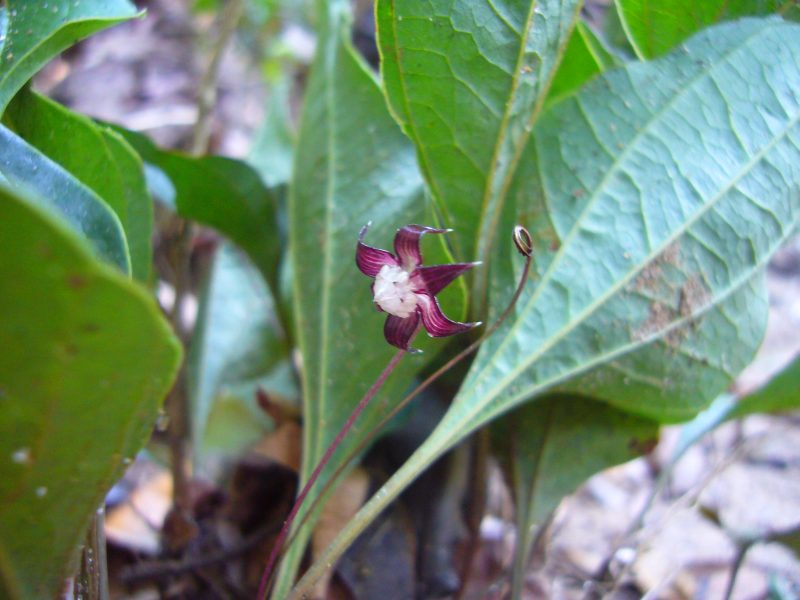
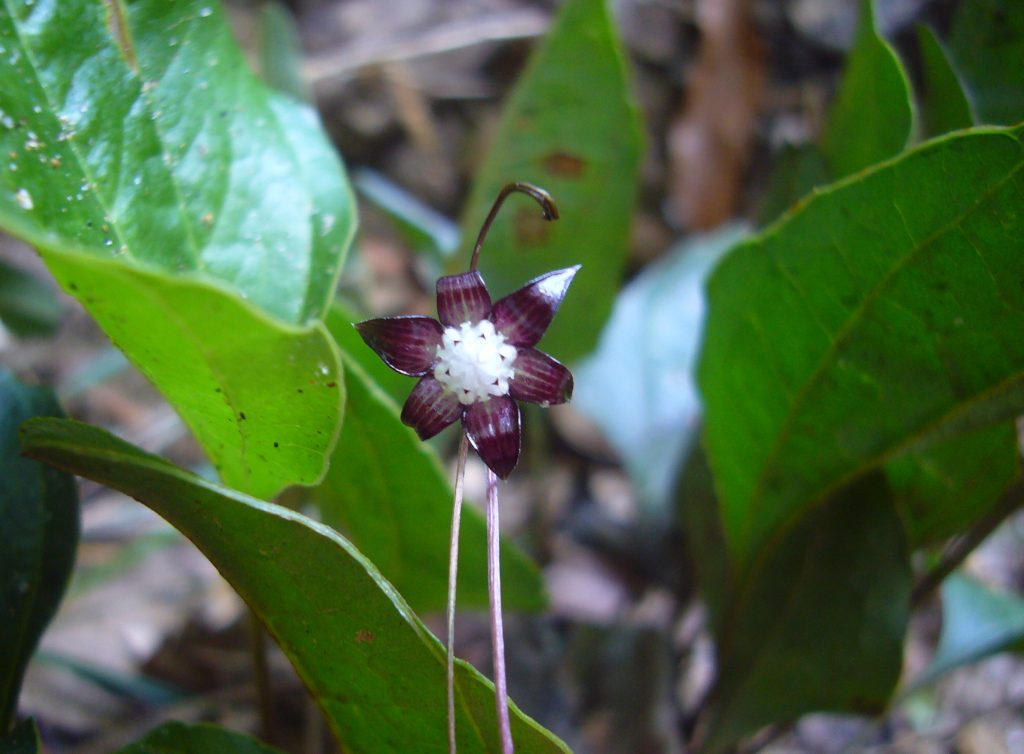
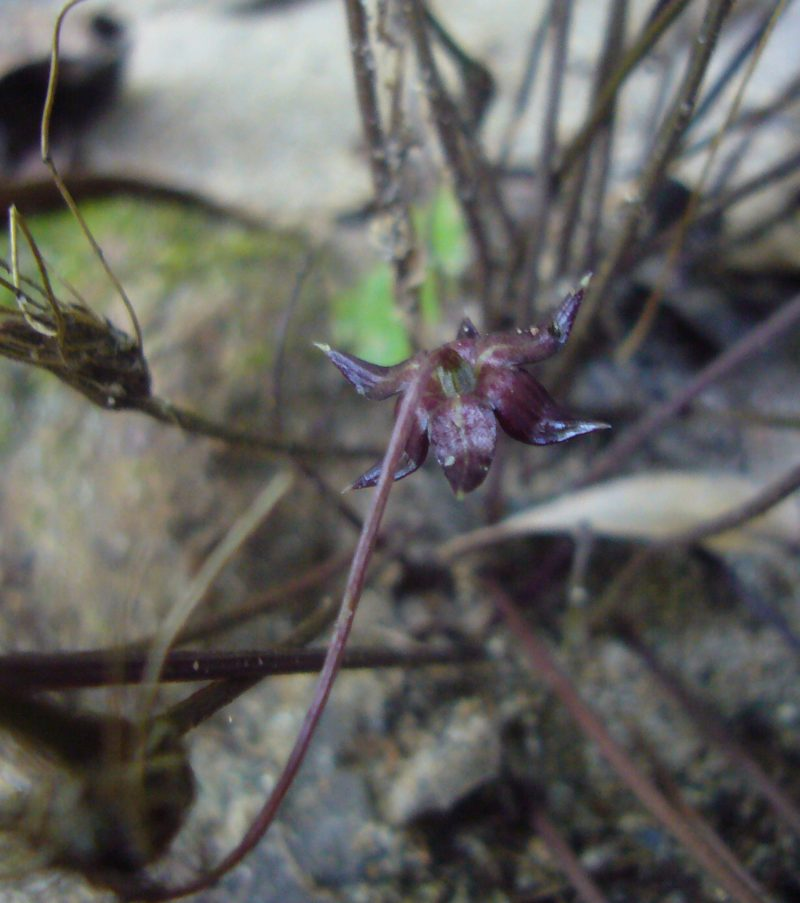
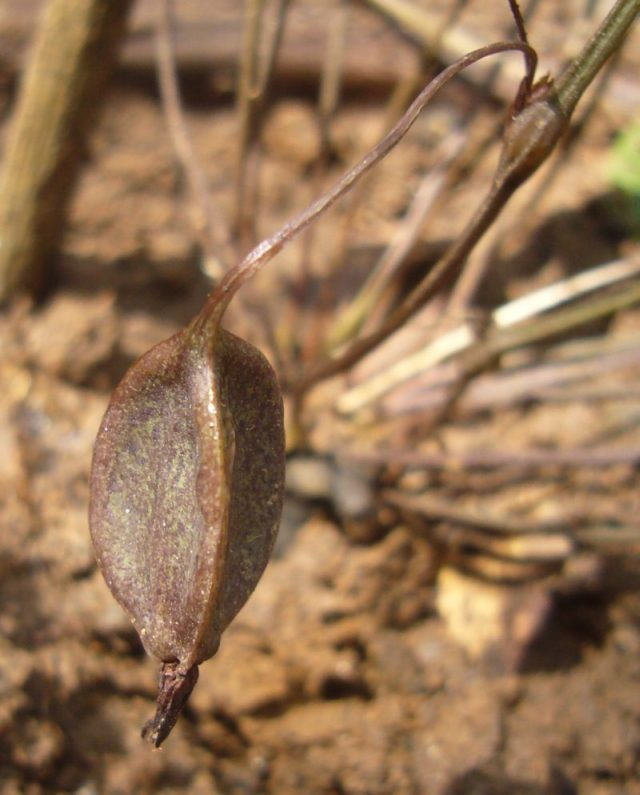